# Рене, Эшли
Эшли Рене (англ. Ashley Renee), род. 22 мая 1965 года, Лос-Анджелес, Калифорния, США) — американская порноактриса, модель, режиссёр, продюсер.

## Биография
Эшли родилась и выросла в Лос-Анджелесе, Калифорния, в смешанной русско-итальянской семье. Снималась для MacandBumble.com и Danni’s Hard Drive, а также для Score Magazine в жёсткой эротике. Также много снималась в catfight-фотографиях, в конце 1980-х — начале 1990-х годов. Большая компиляция видео с участием Эшли Рене была выпущена в середине 1990-х годов New Machine Studios.
Позднее, в конце 1990-х она подписала исключительный контракт с Arrow Productions. Однако, именно в жанре фетиш и бондаж Эшли завоевала наибольшую популярность, собрав множество тематических наград.
Последние годы Эшли снимает фильмы для собственной студии, хотя иногда и участвует в проектах с известными студиями жанра BDSM.